# Léonard-Claude Mpouma
Léonard-Claude Mpouma, né le 6 novembre 1938 à Mbanga (Moungo) et mort le 16 juin 2019 à Yaoundé,est un homme politique camerounais. À partir des années 1960, il a successivement occupé de hautes responsabilités dans l'administration camerounaise. Il a été ministre du Développement industriel et commercial de 1970 à 1972, ministre des Postes et Télécommunications en 1985. À partir de 2008, il s'est reconverti dans l'agriculture et est devenu le président de l'Union des exploitants du palmier à huile du Cameroun. 

## Enfance et scolarité
Léonard-Claude Mpouma est né le 6 novembre 1938 à Mbanga dans le département du Moungo. Il fait ses études primaires à Yabassi et à Edéa, où il obtient le Certificat d'études primaires élémentaires (CEPE). Il fait ses études secondaires au Lycée Marcel- Roby de Saint – Germain-en-Laye à Paris (France), où il obtient le Baccalauréat en Mathématiques élémentaires en 1957. Aussitôt, il étudie au lycée Saint-Louis de Paris et ensuite au lycée Henri-IV pour préparer son entrée aux grandes écoles. En juillet 1960, il réussit le concours d’entrée à l’ Institut National Agronomique de Paris où il obtient son diplôme d'Ingénieur agronome (spécialité économie Rurale) en juillet 1963. En octobre 1963, il retourne au Cameroun.

## Carrière administrative et politique
En mars 1964 , il est affecté en tant que chef de l'inspection agricole pour le Nord. Après un peu plus de trois ans environ de service à ce poste, il est nommé directeur de l’Animation et du Développement Rural au plan et du Développement le 9 septembre 1967. Le 17 août 1968, il a est nommé Secrétaire général adjoint du Ministère du Plan et ensuite Secrétaire général adjoint de la Présidence de la République du Cameroun le 14 juin 1969, avec rang et prérogatives de Ministre- Adjoint. 
Après un bref passage en tant que secrétaire général adjoint de la présidence, Léonard-Claude Mpouma est nommé le 15 janvier 1970 président-directeur général de la Société Nationale d'Investissement du Cameroun (SNI) pendant environ six mois avant d'être nommé au gouvernement en tant que ministre du Développement industriel et commercial le 12 juin 1970. Il resté à ce poste jusqu'en 1972. Plus tard, il est nommé Inspecteur général du ministère de l'agriculture du 18 octobre 1976 au 5 novembre 1980, conseiller technique à la présidence de la République du 5 novembre 1980 au 23 octobre 1981 et conseiller spécial à la présidence de la République du 23 octobre 1981 au 24 août 1985. Sous la présidence de Paul Biya, il entre à nouveau au gouvernement au poste de ministre des Postes et Télécommunications le 24 août 1985 et en ressort le 16 mai 1988,.

## Activités syndicales
Après ses fonctions administratives, il se reconvertit dans l'agriculture, notamment dans la production de l'huile de palme. À partir de 2008, il est le président de l'Union des exploitants du palmier à huile du Cameroun (UNEXPALM). Lors d'une interview accordée au quotidien Cameroon Tribune le 22 septembre 2003, il soutient que la pénurie de l'huile de palme au Cameroun est due au fait que la demande interne dépassait l'offre au regard notamment des plantations vieillissantes. Toutefois, son syndicat s'attelait à résoudre la pénurie en se concentrant sur la production à petite échelle. Le 28 janvier 2004, le gouvernement lance un programme sous la responsabilité d'UNEXPALM visant à étendre la production d'huile de palme en fournissant des palmiers aux petits agriculteurs dans sept provinces du Cameroun. Face aux inquiétudes, Léonard-Claude Mpouma rassure lors d'un interview en novembre 2005 sur la stabilité du prix de l'huile de palme pendant les fêtes. En 2007, la production d'huile de palme au Cameroun en 2007 ayant dépassé les attentes du gouvernement de 18%, passant à 200 000 tonnes. Dans l'espoir d'augmenter davantage la production, Mpouma annonce le 7 mars 2008 dans un communiqué conjoint avec Jean Nkuete, vice-premier ministre de l'Agriculture et du Développement rural, la création d'un fonds d'investissement pour le secteur.